# ليزي بوردن
ليزي أندرو بوردن (الإنجليزية:Lizzie Andrew Borden) هي امرأة أميركية ذاع صيتها بسبب محاكمتها ثم تبرئتها في قضية قتل والدها وزوجته بالفأس سنة 1892 بمدينة فول ريفر بولاية ماساتشوستس.
كانت قضيتها قضية شهيرة في جميع أنحاء الولايات المتحدة. وبعد الإفراج عنها من السجن الذي كانت قد أعتقلت فيه خلال فترة المحاكمة، اختارت بوردن أن تبقى مقيمةً في فول ريفر، بماساتشوستس، لبقية حياتها، على الرغم من نبذ المجتمع لها.

## روابط خارجية
- ليزي بوردن على موقع IMDb (الإنجليزية)
- ليزي بوردن على موقع الموسوعة البريطانية (الإنجليزية)
- ليزي بوردن على موقع إن إن دي بي (الإنجليزية)